# Bistum Kefalonia
Das ehemalige römisch-katholische Bistum Kefalonia (auch Bistum Cefalonia, lateinisch Dioecesis Cephaloniensis, griechisch Λατινική Επισκοπή Κεφαλληνίας, italienisch Episcopato Latino di Cefalonia) wurde 1207 als Abspaltung des 1205 gegründeten Bistums Patras begründet. Diesem wurde mit Beschluss des Papstes am 12. März 1222 das 1212 gegründete Bistum Zakynthos angeschlossen. Somit umfasste das neue Bistum Kefalonia das ganze Gebiet der Pfalzgrafschaft Kefalonia und Zakynthos (diese entstand nach dem Vierten Kreuzzug als abhängiger Staat des Königreiches Neapel und später der Republik Venedig). Erster römisch-katholischer Bischof wurde Benedictus im Jahr 1207, sein orthodoxer Kollege zu jener Zeit war Naupaktos.
Franz von Assisi gründete auf Kefalonia ein Kloster, das im 16. Jahrhundert orthodox wurde, seit dem Erdbeben von 1953 jedoch nur noch als Ruine erhalten ist. Nach Franziskus’ Heimatort heißt es Sissia (griechisch Μονή Σισσίων).
Die Diözese war Suffragan des Erzbistums Korfu. 1866 umfasste sie 7000–8000 Gläubige unter einer Gesamtbevölkerung von 100.000 Einwohnern und hatte ihren Sitz auf einer Burg nördlich von Lixouri. Sie bestand etwa 700 Jahre lang, ehe sie am 3. Juni 1919, wie auch das Bistum Zante (griechisch Zakynthos), in das Erzbistum Korfu eingegliedert wurde. Heute wird noch die katholische Kirche St. Nikolaus an der Fußgängerzone in Argostoli regelmäßig genutzt.